# Xylocopa mixta
Xylocopa mixta är en biart som beskrevs av Radoszkowski 1881. Xylocopa mixta ingår i släktet snickarbin, och familjen långtungebin. Inga underarter finns listade i Catalogue of Life.